# 나광진
나광진(본명: 김광진, 1968년 9월 26일 ~ )은 대한민국의 가수이다.

## 학력
- 전남대학교 경영대학원

## 음반
- 1994년 고추
- 1996년 사랑의 포로 / 북경 아가씨
- 2008년 사랑합니다 / 다시 한번
- 2016년 섬진강 / 사랑합니다

## 뮤직비디오
- 2016년 섬진강 - 나광진

## 수상
- 1987년 비봉가요제 대상 수상
- 1988년 MBC 대학가요제 입상 수상
- 1989년 여수MBC 동백가요제 입상 수상
- 1993년 전국노래자랑 광양시편 우수상
- 1993년 전국노래자랑 연말결선 최우수상
- 2010년 제18회 대한민국문화연예대상 신인가수상
- 2011년 제19회 대한민국문화연예대상 모범가수상